# Giulia Iannotti
Giulia Iannotti (Napoli, 14 febbraio 1978) è un'ex tiratrice a volo italiana.

## Biografia
Nata a Napoli nel 1978, ma originaria di Vallo della Lucania, in provincia di Salerno, in carriera ha vinto 6 medaglie mondiali, tutte nel trap a squadre: un bronzo nel 1999 a Tampere, in Finlandia, dove, insieme a Cristina Bocca e Roberta Pelosi ha terminato dietro a Cina e Francia, un argento nel 2005 a Lonato del Garda, dove, in squadra con Deborah Gelisio e Romina Giansanti è arrivata dietro alla sola Russia e quattro ori: Nicosia 2003, a Cipro, insieme a Roberta Pelosi e Maria Sole Santasilia, Nicosia 2007, in squadra con Deborah Gelisio e Arianna Perilli, Maribor 2009, in Slovenia, insieme a Deborah Gelisio e Jessica Rossi e Monaco di Baviera 2010, in Germania, sempre in squadra con queste ultime due.
A 22 anni ha partecipato ai Giochi olimpici di Sydney 2000, nella gara di trap, terminando diciassettesima con 52 punti, non riuscendo ad accedere alla finale a 6.

## Palmarès

### Campionati mondiali
- 6 medaglie:
  - 4 ori (Trap a squadre a Nicosia 2003, trap a squadre a Nicosia 2007, trap a squadre a Maribor 2009, trap a squadre a Monaco di Baviera 2010)
  - 1 argento (Trap a squadre a Lonato del Garda 2005)
  - 1 bronzo (Trap a squadre a Tampere 1999)